# Skogsseglare
Skogsseglare (Apus batesi) är en fågel i familjen seglare.

## Utseende
Skogsseglaren är en liten seglare med djupt kluven stjärt. Fjärderdräkten är helt svartaktig med något sotfärgad strupe. I profilen liknar den afrikansk palmseglare eller flockseglaren, men skogsseglaren har bredare vingar, kraftigare kropp och mycket mörkare fjäderdräkt.

## Utbredning och systematik
Fågeln förekommer i fuktiga skogar från västra Kamerun till norra Gabon och östra Demokratiska republiken Kongo. Den behandlas som monotypisk.

## Levnadssätt
Skogsseglaren ses vanligen flyga snabbt över låglänta skogar. Den häckar i övergivna svalbon, som de av skogssvalan.

## Status och hot
Arten har ett stort utbredningsområde, men tros minska i antal, dock inte tillräckligt kraftigt för att den ska betraktas som hotad. Internationella naturvårdsunionen IUCN listar arten som livskraftig (LC).

## Namn
Artens vetenskapliga namn hedrar den amerikanske ornitologen och samlaren George Latimer Bates (1863-1940), verksam i Gabon, Franska Kongo och Kamerun 1895-1928. Tidigare kallades den batesseglare även på svenska, men tilldelades 2024 ett mer informativt namn av BirdLife Sveriges taxonomikommitté.